# Кришана
Кришана (рум. Crișana, угор. Körösvidék, нім. Kreischgebiet) — історичний край Румунії.
Названий від трьох приток річки Криш (угор: Кереш, слов. Криж): Криш-Алб, Криш-Негру і Криш-Репедя.
Румунський край Кришана частково відповідає історичному регіону Парціум.
До краю відносять румунські жудці: Арад, Біхор й іноді Селаж.